# Haftanstalt Cipinang

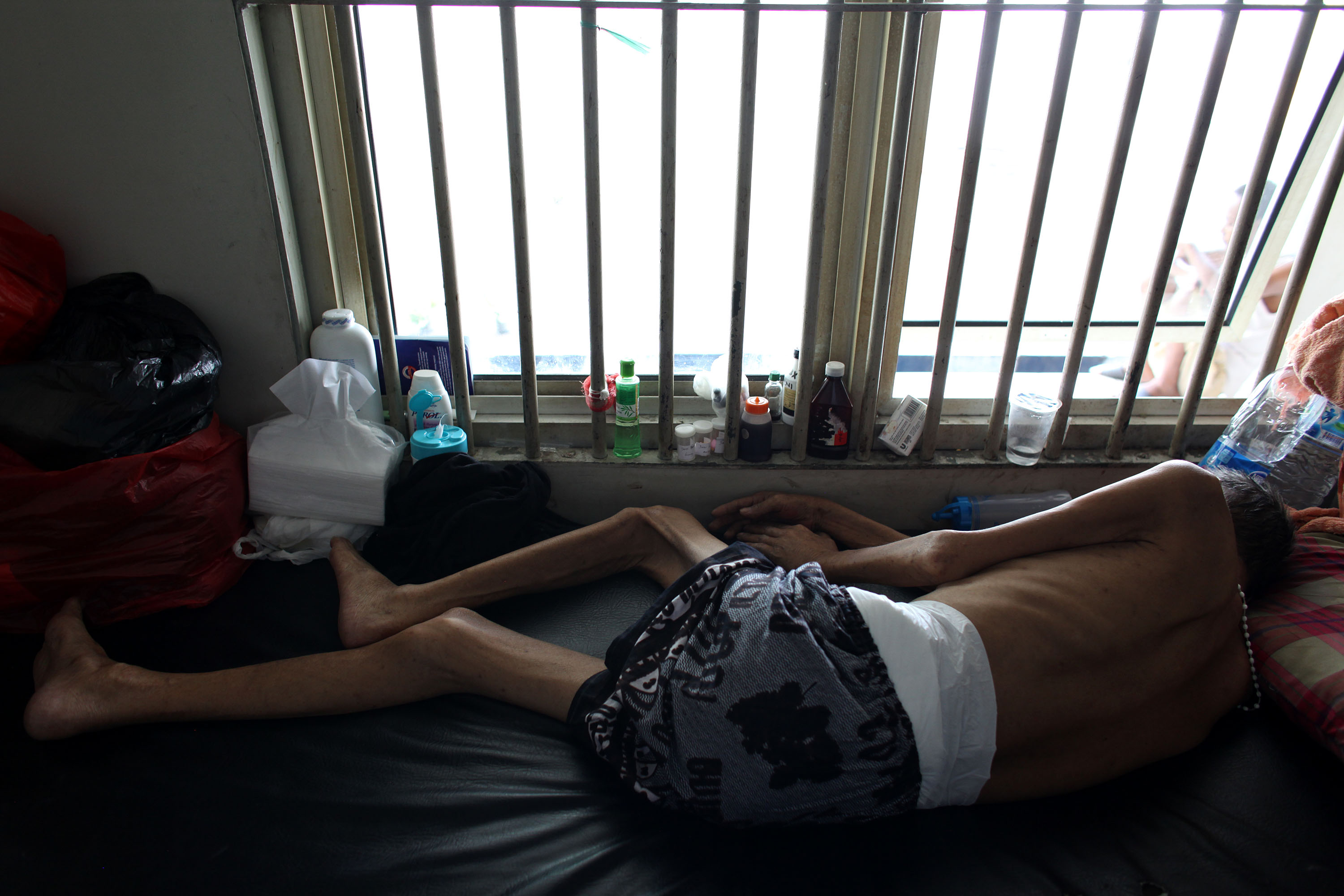
HIV-Infizierter in der Haftanstalt Cipinang

Die Haftanstalt Cipinang (indonesisch Lembaga Pemasyarakatan Cipinang) ist ein Hochsicherheitsgefängnis in Indonesiens Hauptstadt Jakarta. Sie befindet sich in Cipinang (Pulo Gadung) in Ostjakarta.

## Geschichte
Das Gefängnis stammt noch aus der Endzeit der niederländischen Kolonialzeit. Wurden hier zunächst indonesische Unabhängigkeitsaktivisten inhaftiert, kamen in Cipinang nach der Unabhängigkeit Indonesiens Gegner des Regimes und Unabhängigkeitskämpfer aus Osttimor und Westpapua hinter Gitter. Den Hauptanteil machen aber Kriminelle ohne politischen Hintergrund aus. 70 % sitzen wegen Drogendelikten (Stand: 2014). 64 Insassen (Stand: 2014) wurden als Terroristen verurteilt.

## Kritik
2007 kam es zu Kämpfen zwischen rivalisierenden Gefangenen-Clans. Zwei Gefangene starben, fünf wurden schwer verletzt. Bei den Insassen fanden sich Macheten und andere Messer. Wie in anderen Gefängnissen Indonesiens sind in Cipinang Drogen und HIV-Infektionen ein massives Problem. Zu dieser Zeit waren 4000 Personen in der Haftanstalt inhaftiert, ausgerichtet ist sie nur für 1500 Gefangene.
Etwa 81 % der Gefangenen gaben in einer Amnesty-Studie um 2013 an, sie seien Opfer von Folter geworden.

## Bekannte Gefangene

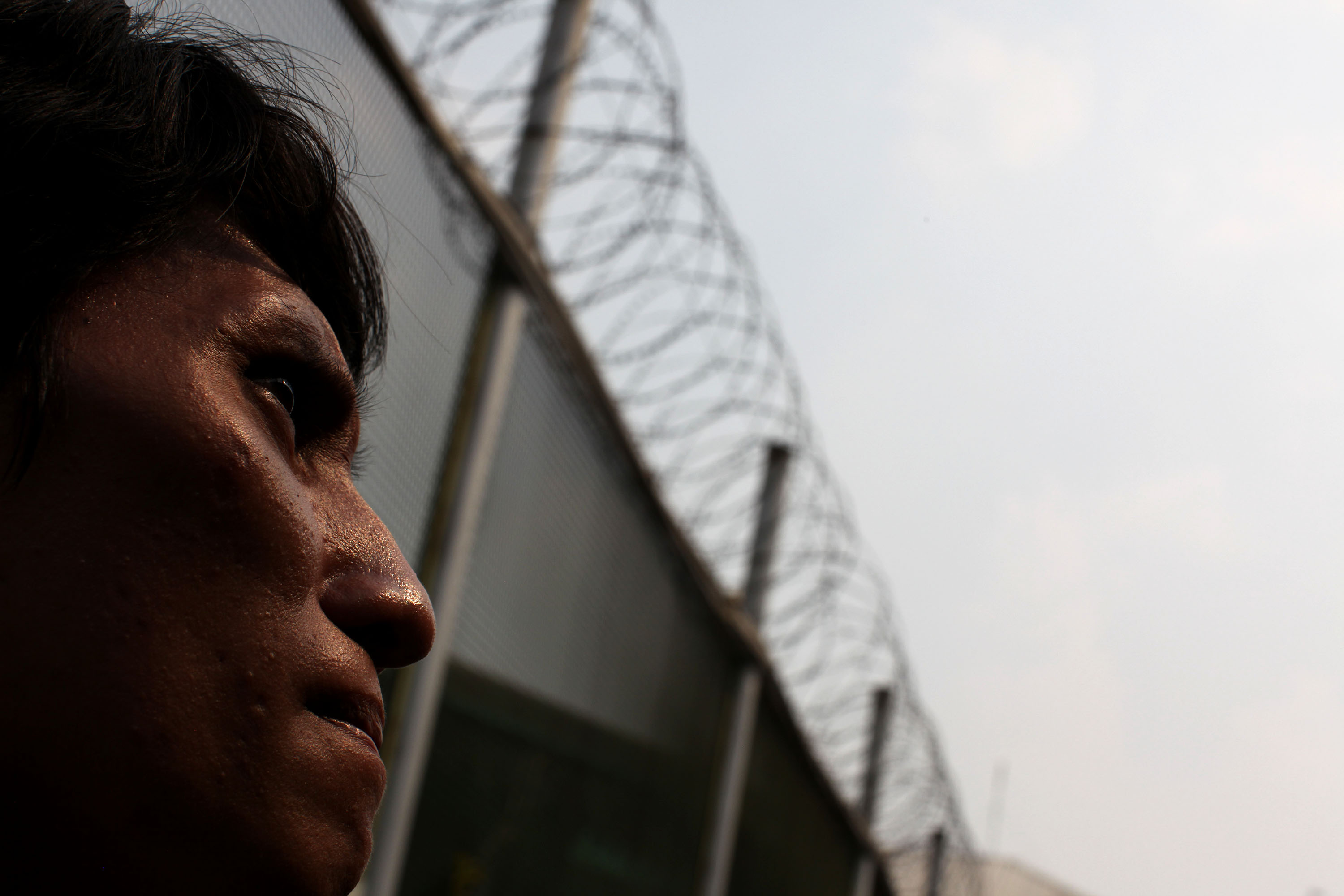
Haftanstalt Cipinang

- Fernando de Araújo, osttimoresischer Unabhängigkeitsaktivist und Politiker
- João Câmara, osttimoresischer Unabhängigkeitsaktivist und Diplomat
- Hartono Dharsono, indonesischer General, Diplomat und Politiker
- Abu Bakar Bashir, indonesischer Islamist
- Xanana Gusmão, osttimoresischer Freiheitskämpfer und Politiker
- Eurico Guterres, indonesisch-osttimoresischer Milizenführer
- Mohammad Hatta, indonesischer Politiker
- Mário Nicolau dos Reis, osttimoresischer Unabhängigkeitsaktivist und Politiker
- Muchtar Pakpahan, indonesischer Anwalt und Gewerkschafter
- Basuki Tjahaja Purnama, indonesischer Politiker
- Pramoedya Ananta Toer, indonesischer Schriftsteller[5]